# Jemenuño
Jemenuño es una localidad española, constituida como entidad local menor del municipio de Santa María la Real de Nieva, perteneciente a la provincia de Segovia, en la comunidad autónoma de Castilla y León. En 2023 contaba con 67 habitantes empadronados.

## Geografía
La localidad está a una distancia de 29 km de Segovia, la capital provincial. Enclavada dentro de la comarca natural de la Campiña Segoviana, concretamente junto al arroyo de Cercos, que fluye a escasos metros de sus calles, y cercana también al cauce río Voltoya. La localidad está atravesada por la carretera provincial SG-P-3211 (CL-605 - AV-P-210) y la vecinal SG-V-3213 (Santa María la Real de Nieva - Muñopedro).
En el casco urbano destaca la plaza, la cual contiene un depósito; el ayuntamiento; un bar; una pista de pádel y una de vóley playa.
En su término local se encuentra el despoblado de Teldomingo.
| Noroeste: Caseríos de los Salvadores       | Norte: Santovenia | Noreste: Santovenia                        |
| Oeste: Caseríos de los Salvadores, Moñibas |                   | Este: Santovenia, Etreros Cobos de Segovia |
| Suroeste: Moñibas                          | Sur: Muñopedro    | Sureste: Cobos de Segovia                  |

## Historia
De fundación medieval, dentro del Sexmo de la Trinidad de la Comunidad de Ciudad y Tierra de Segovia.
La localidad es citada como «Gemenuño» en Memorias políticas y económicas sobre los frutos, comerciode 1741, donde ubica una fábrica de lienzos en el pueblo.
Hacia mediados del siglo XIX, el lugar, por entonces municipio independiente, que incluía al anejo de Santovenia, tenía contabilizada una población de 111 habitantes. La localidad aparece descrita en el octavo volumen del Diccionario geográfico-estadístico-histórico de España y sus posesiones de Ultramar de Pascual Madoz de la siguiente manera:

GEMENUÑO: l. que forma ayunt., en union de Santovenia, de la prov. y dioc. de Segovia (5 1/2 leg.), part. jud. de Sta. Maria de Nieva (3/4), aud. terr. y c. g. de Madrid (21): sit. en lo alto de una pequeña colina y rodeado de cerros por NE. y S. le combaten con mas frecuencia los vientos NO. y N. su clima es sano; siendo sus enfermedades mas comunes tercianas: tiene 38 casas de mala construcion y escasas comodidades 6 calles estrechas y desempedradas; una plaza, casa de ayunt. en la que está la cárcel, una fuente de buenas aguas de las que se utilizan los vec. para sus usos; y una igl. parr. (Ntra. Sra, de la Asuncion), servida por un párroco cuyo curato es de primer ascenso y de provision real ordinaria: tiene por anejo á Santovenia en donde hay una igl. (Santa Eufemia) servida por el mismo párroco que la matriz; el cementerio se halla al N. en parage que no ofende la salud pública: hay dos ermitas (San Gregorio el grande y Nuestra Señora del Rosario) propias de este pueblo y su anejo. El térm. se estiende 1/2 leg. de N. á S. y 1/4 de É. á O. y confina N. Santovenia, Hoyuelos, y Juarros de Voltoya; E. Santovenia; S. Laguna-Rodrigo, y O. Martin Muñoz de las Posadas: comprende el cas. del Salvador y los desp. de Teldomingo y Abad-don-blasco; y se encuentra en él un soto de álamos negros y algunos prados naturales: le atraviesa un arroyo titulado Santovenia que solo tiene curso en el verano: de sus aguas se utilizan los vec. para el uso de los ganados. El terreno es de tercera clase. caminos: los que dirigen á los pueblos limítrofes. prod.: trigo, cebada, centeno, algarrobas y garbanzos; mantiene ganado lanar, vacuno, caballar y de cerda, y cria caza de liebres, conejos y perdices, ind. y comercio: la agrícola, y esportacion de los granos sobrantes. pobl.: 29 vec., 111 alm. cap. imp.: 24,861 rs. contr.: segun el cálculo general y oficial de la prov. 20'72 por 100: el presupuesto municipal asciende á 1,500 que se cubren por reparto vecinal.
(Madoz, 1847, p. 344)

El municipio de Jemenuño desapareció en 1970, al ser incorporado al término municipal de Santa María la Real de Nieva.
El 4 de mayo del año 2000, se denegó la segregación de los barrios de Jemenuño, Paradinas y Villoslada, pertenecientes al municipio de Santa María, para su reconstitución como municipios independientes.
Tras larga lucha vecinal, en 2003, se autorizó la constitución de las entidades locales menores de Jemenuño, Tabladillo y Villoslada, por el acuerdo 48/2003, de 15 de abril, de la Junta de Castilla y León.
El 30 de mayo de 1993 el Ayuntamiento de Madrid inauguró una calle denominada Jemenuño.

## Demografía
| Gráfica de evolución demográfica de Jemenuño entre 1842 y 1960 |
| |
| Población de derecho según los censos de población del INE Población de hecho según los censos de población del INEEn estos censos se denominaba Gemenuño: 1842, 1857, 1860, 1877 y 1887 Entre el censo de 1857 y el anterior, crece el término del municipio porque incorpora a 405037 (Santovenia) Entre el censo de 1970 y el anterior, este municipio desaparece porque se integra en el municipio 40185 (Santa María la Real de Nieva) |

| 582           | 120 | 117 | 112 | 109 | 106 | 114 | 109 | 94 | 89 | 78 | 71 | 69 |
| (Fuente: INE) |     |     |     |     |     |     |     |    |    |    |    |    |

| Año  | Total | Varones | Mujeres |
| ---- | ----- | ------- | ------- |
| 2000 | 120   | 61      | 59      |
| 2001 | 118   | 57      | 61      |
| 2002 | 117   | 50      | 60      |
| 2003 | 110   | 53      | 57      |
| 2004 | 112   | 54      | 58      |
| 2005 | 109   | 56      | 53      |
| 2006 | 109   | 57      | 52      |
| 2007 | 110   | 60      | 50      |
| 2008 | 106   | 57      | 49      |
| 2009 | 106   | 59      | 47      |
| 2010 | 114   | 63      | 51      |
| 2011 | 120   | 63      | 57      |
| 2012 | 109   | 56      | 53      |
| 2013 | 90    | 51      | 39      |
| 2014 | 94    | 53      | 41      |
| 2015 | 99    | 54      | 45      |
| 2016 | 89    | 52      | 37      |
| 2017 | 82    | 49      | 33      |
| 2018 | 78    | 44      | 34      |
| 2019 | 76    | 42      | 34      |
| 2020 | 71    | 39      | 32      |
| 2021 | 70    | 37      | 33      |
| 2022 | 69    | 37      | 32      |
| 2023 | 67    | 34      | 33      |

## Economía
Además de las actividades tradicionales de ganadería y agricultura, destaca una vaquería que cuenta con 400 vacas en producción y 400 de recría, produciendo 16.000 litros diarios para la industria láctea.

## Administración y política
Depende del Ayuntamiento de Santa María la Real de Nieva, pero cuenta con su propia alcaldía con cierto grado de autogestión al ser una entidad local menor desde 2003.
| Periodo   | Nombre                        | Partido |
| --------- | ----------------------------- | ------- |
| 1979-1983 | ----                          | ----    |
| 1983-1987 | ----                          | ----    |
| 1987-1991 | ----                          | ----    |
| 1991-1995 | ----                          | ----    |
| 1995-1999 | ----                          | ----    |
| 1999-2003 | ----                          | ----    |
| 2003-2007 | Teodoro Martín Palomo         | PP      |
| 2007-2011 | Francisco Javier Calle García | PP      |
| 2011-2015 | Francisco Javier Calle García | PP      |
| 2015-2019 | Francisco Javier Calle García | PP      |
| 2019-2023 | Francisco Javier Calle García | PP      |
| 2023-act. | Francisco Javier Calle García | PP      |

### Organización municipal
Como entidad local menor, dispone de una Junta Vecinal regulada por la Ley de Régimen Local de 1998 de Castilla y León. Al frente de esta Junta Vecinal hay un alcalde pedáneo, elegido democráticamente por los jemenucios. Este alcalde pedáneo nombra a un miembro de la Junta Vecinal, que se completa con el candidato de la segunda lista más votada.

## Patrimonio
- Iglesia parroquial barroca de Nuestra Señora de la Asunción, cuenta con varias etapas de construcción hasta principios del siglo XVI;[5]
- Ermita de San Gregorio, adosada al cementerio y de planta rectangular;
- Crucero, en las cercanías a la ermita.
- Casa consistorial, sede del ayuntamiento y consultorio médico, el edificó albergó las antiguas escuelas;
- Plaza Mayor, en el centro de la localidad, cuenta con un antigua torre-depósito de agua.[12] [13][14]

## Fiestas
- San Sebastián, el 20 de enero;
- Santa Águeda, el 5 febrero;
- San Isidro, el 15 de mayo;
- San Antonio, el 13 de junio;
- Santa Marina, el 18 de julio;
- Santiago Apóstol, el 25  de julio;
- Nuestra Señora, el 15 de agosto.[12]